# Volkswagen Golf Mk3
Golf mk3 tem motor AP.
A terceira geração do Golf foi lançada na Europa no final de 1991, porém em países como o Brasil e os Estados Unidos, eles só chegaram em 1994. No período compreendido de 1993 até 1995, foram chamados de "Golf III", para mostrar que eram um carro diferente da versão anterior, visto que eles tinham altos preços de seguro, por causa da falta de segurança, problema esse que a terceira geração visava resolver. Quando o público se ambientalizou à diferenciação, o sufixo foi removido do nome, nos idos de 1996. Hoje em dia, a nomenclatura MK3 serve apenas para diferenciá-lo das outras gerações, não fazendo parte do nome do veículo em si.

## Versões

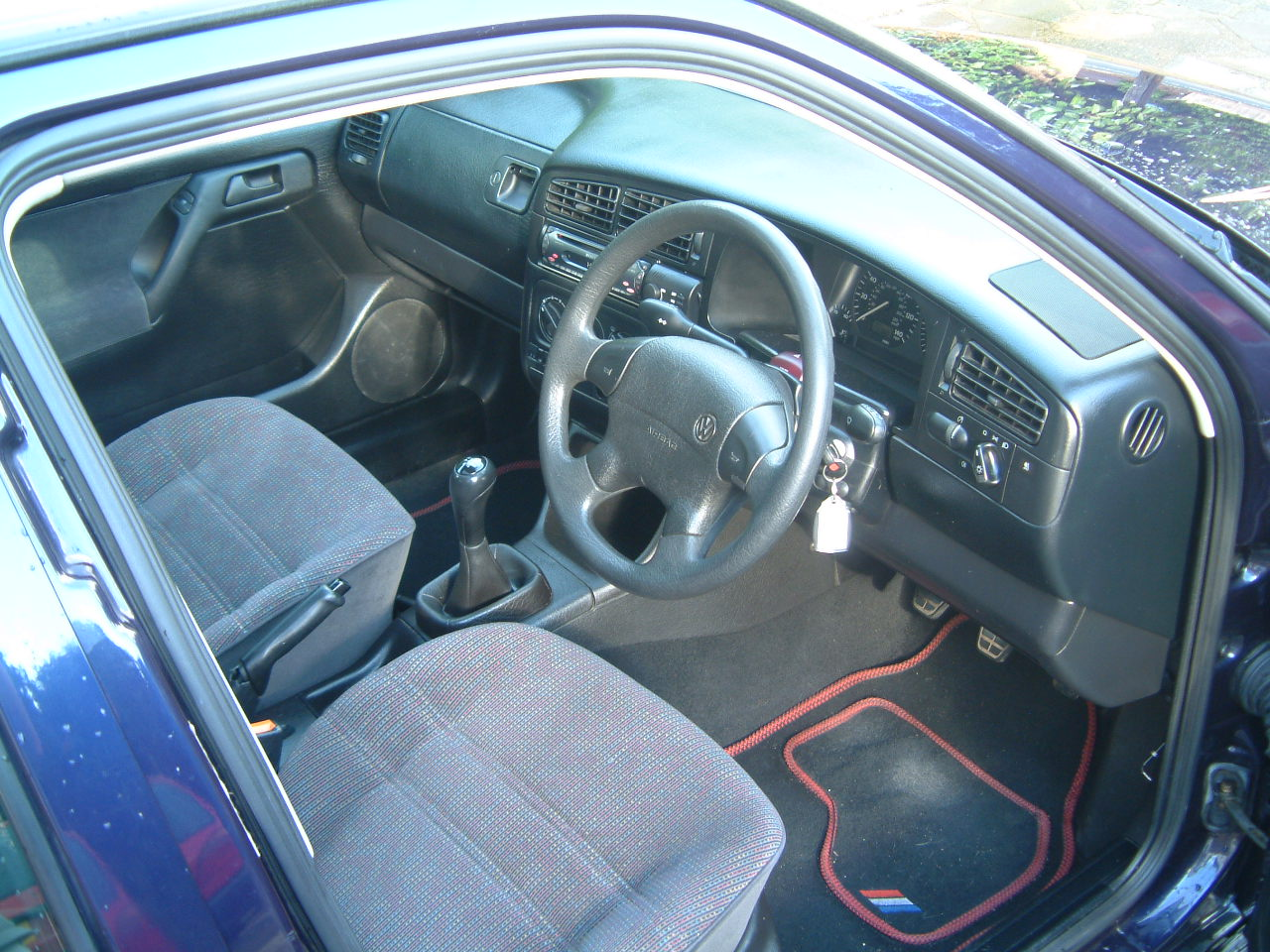
Interior do Golf GL.

### Brasil - 1994 a 1999
O Golf chegou ao Brasil em 1994, apenas na versão GTI com motor 2.0 de 116 cv a gasolina. Vinda do México, era a versão esportiva, mas pecava por não vir com vidros elétricos e o ar condicionado era opcional. Esta falha foi corrigida em 1995.
A partir de 1995 a VW passou a trazer a versão GL da Alemanha, que vinha com motor 1.8 de 90 cv e injeção monoponto, semelhante aos que equipavam o Gol GLi 1.8 da época. Também começou a trazer a versão GLX 2.0, esta vinda do México. Com o mesmo motor do GTI, o GLX era um carro completo.No Brasil, cinco versões dessa geração foram comercializadas: o GLi, dotado de quatro portas e de um motor 1.8i com injeção monoponto, versão alemã de importação; O GLmi, também dotado de quatro portas e com um motor 1.8L com injeção multiponto; o GLX, também com quatro portas, porém um pouco mais requintado, com outras opções de acabamento interno, opcionais (como o teto solar elétrico), e um motor 2.0l, também com injeção multiponto; e os GTis. Esses modelos tinham um apelo mais esportivo, explicitado pelas duas portas, faróis e lanternas diferenciados, bancos mais envolventes, e as duas opções de motorização: um 2.0 8v dotado de fluxo cruzado de admissão (cross-flow ou X-flow) e um 6 cilindros com 2.8l e 172cv, chamado de VR6, que também equipava os Volkswagen Passat VR6 B4. Esse motor era capaz de levar o Golf MK3 a uma velocidade final de 222 km/h, impressionante para um hatchback dos anos 90, superando seus principais rivais.

## Fora do Brasil
Algumas variantes do Golf MK3 só estiveram disponíveis em outros países.

### Jetta / Vento
Um três volumes baseado na mesma plataforma, chamado nos EUA de Jetta e na Europa de Vento era um deles. Apresentava as mesmas opções de motorização e, em alguns momentos, foi até mais popular que o projeto que serviu de base;

### Golf Variant
Uma estate (perua) foi disponibilizada pela primeira vez, criada para competir com Ford Escort, Opel Astra, entre outros, que já tinham representação nesse segmento;

### Cabrio
Existiu também um Golf MK3 conversível, conhecido como Cabrio. Ele veio para substituir o Golf MK1 Cabrio, já que o MK2 não teve essa versão.

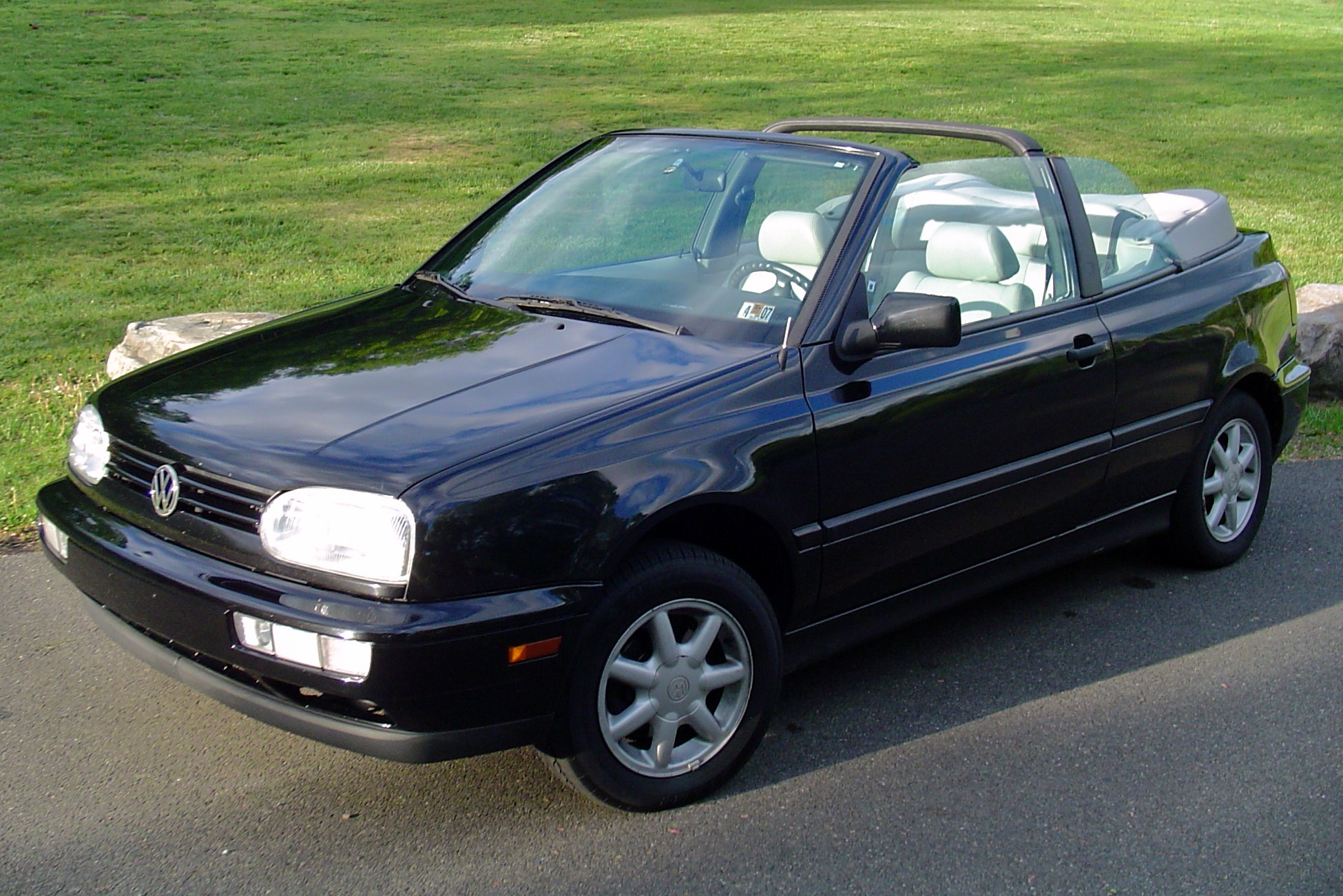
Golf MK3 Cabrio GLS.

O Golf MK3 foi um dos responsáveis pelo aumento do interesse nos motores diesel em carros pequenos que acometeu a Europa no final dos anos 90, quando a Volkswagen introduziu, em 1993, o Golf TDi, com um motor diesel sobrealimentado de 89cv. Em 1996, o motor TDi cresceu para 1.9l, aumentando a potência para 108cv e provando que motores a diesel poderiam ser fortes, econômicos e duráveis. Característico de motores diesel, o torque do TDi vinha cedo, apresentando 235Nm @ 1900rpm. Existiu, também, uma versão aspirada naturalmente (sem turbo) do motor 1.9l movido a diesel, chamada de SDi. Ela oferecia 63cv, e foi usada para equipar o Cabrio GLS, e ficou famosa pela sua durabilidade.
Da mesma forma que aconteceu nas gerações anteriores, o Golf MK3 continuou disponível em outros países, mesmo depois de sair de linha na Europa. Em muitos deles, era possível encontrar o MK3 junto com o seu sucessor, o Golf MK4, nos showrooms das concessionárias.

## Especiais

### Ecomatic
Na Europa, o Golf Ecomatic era equipado com um motor diesel e um câmbio semi-automático, que dispensava a embreagem. Para trocar as marchas, bastava tirar o pé do acelerador. Nesse modelo, o motor era desligado após 1.5seg de inatividade, para aumentar a eficiência. Para religá-lo, bastava pisar no acelerador. Essa tecnologia foi inaugurada no Polo, na década de 80 e é usada até hoje em outros modelos da linha da VW.

### 20th Anniversary GTi
Em 1996, para comemorar os 20 anos da franquia GTi, a Volkswagen produziu 1000 unidades de um Golf que, apesar da mesma motorização dos outros GTis, trazia muitas outras exclusividades. Eles estavam disponíveis em 3 e 5 portas, e era equipado com bancos Recaro quadriculados com o emblema GTi bordado, cintos de segurança vermelhos, a clássica manopla de câmbio em formato de bola de golf, coifas e volante com costura vermelha. Os detalhes vermelhos abrangiam os tapetes, os frisos externos, e pinças de freio. As rodas eram BBS RX II 16" x 7,5", semelhantes as de 15" que equipavam os VR6. Além de tudo isso, o modelo ainda contava com ponteiras duplas cromadas, e faróis de neblina e repetidores escurecidos. Os únicos três opcionais eram o teto solar, o ar-condicionado e uma pintura preta metálica. O preço do seguro era o mesmo do GTi convencional, e isso despertou ainda mais o interesse no modelo. Seis cores foram disponibilizadas e, dos 1000, 600 tinham motor 8v, 150 tinham 16v, e 250 vinham com o motor TDi, sendo que esse último só foi vendido no mercado europeu, com exceção do Reino Unido.

### Harlequin
O Golf Harlequin, parte da Design Séries, foi criado pela Volkswagen para ser exibido em eventos e exposições. Porém, devido ao apelo do público, um número limitado deles foi disponibilizado. Acredita-se que entre 264 e 275 tenham sido produzidos. Existiram 4 "cores base": Chagall Blue, Tornado Red, Ginger Yellow e Pistachio Green, que eram determinadas pela cor da coluna C e do teto do carro. 

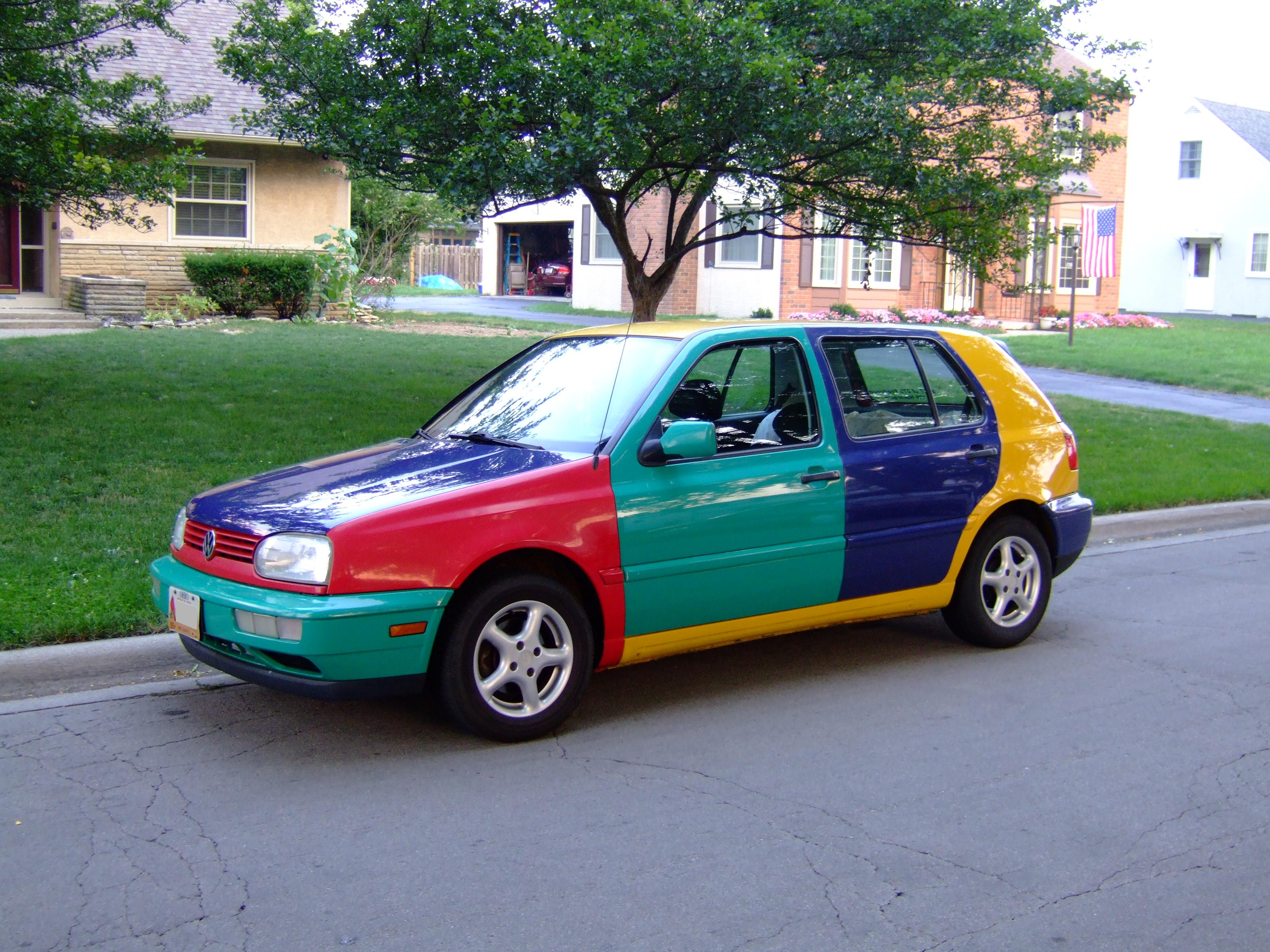
Golf Harlequin (Ginster Yellow).

 Eles eram produzidos numa única cor e, depois de prontos, as partes eram trocadas, o que possibilitou uma grande variedade de combinações. Alguns Harlequins encalharam nas concessionárias, e acabaram sendo pintados de uma cor sólida. Hoje, muitos entusiastas desse modelo procuram pelos Harlequins que foram pintados, usando como referência números de chassis e o estofamento, que era diferenciado nesse modelo, representando as quatro cores que o fizeram famoso.
Infelizmente, nunca foi encontrado nenhum exemplar verdadeiro do Golf Harlequin no Brasil, porém, três réplicas foram feitas e andam em terras Tupiniquins. Duas réplicas foram feitas usando como base a cor Pistachio Green,e os modelos escolhidos foram os Golf GL 1995 1.8 tendo esse todos os acessórios que equipam a versão original,e Golf GLX 1998 2.0 MI; ambas rodam pelas ruas das cidades de Santos e São Paulo respectivamente. Já a outra réplica foi feita com base na cor Chagall Blue,o modelo escolhido foi um Golf GL 1996 1.8 e roda pelas ruas de Curitiba. 
| Cores          | Tornado Red | Ginster Yellow | Pistachio Green | Chagall Blue |
| Exemplo da cor |             |                |                 |              |
| Código da cor  | LY3D        | L132           | LD6D            | L5D5         |

### European Tour

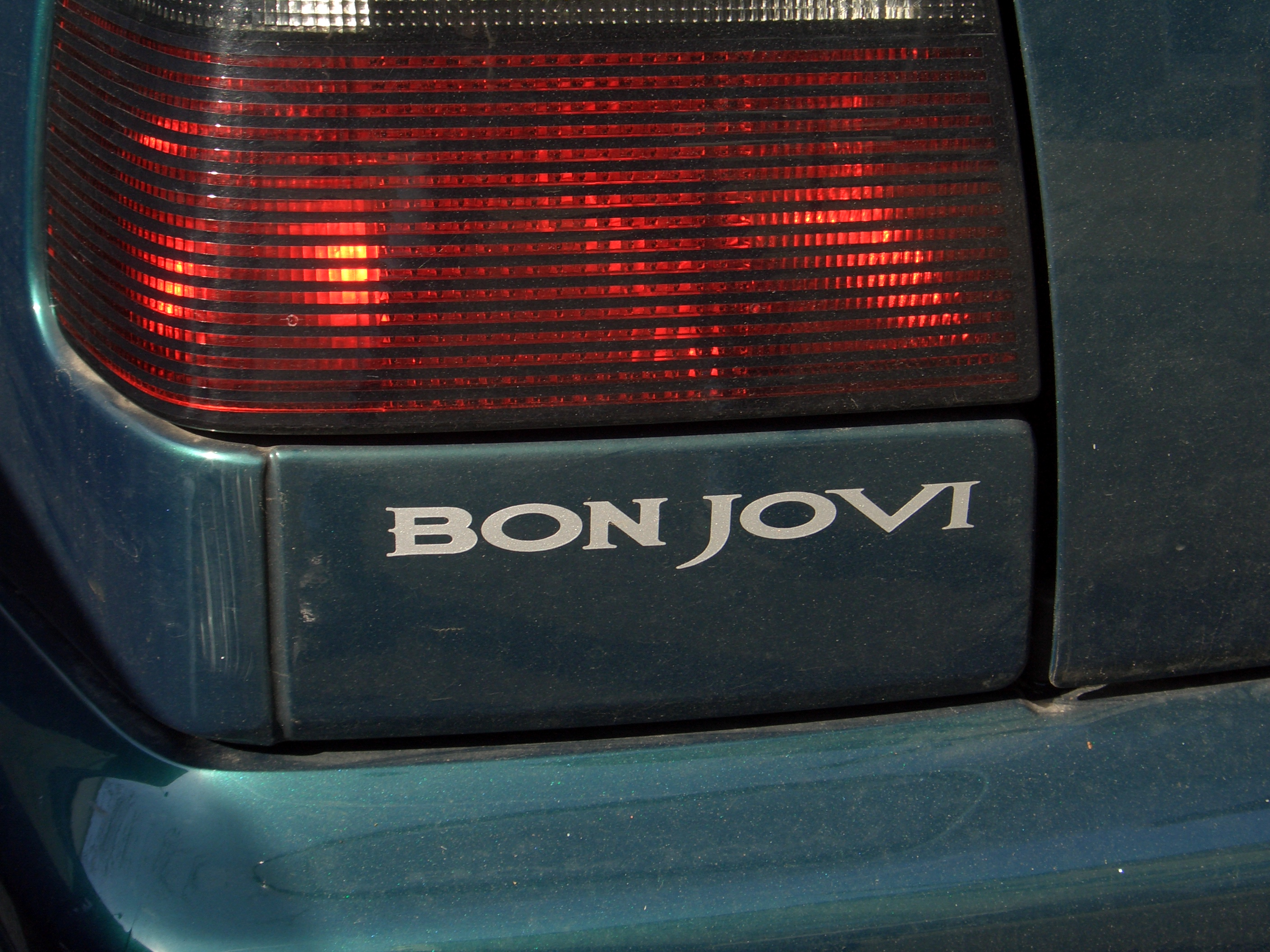
Golf Bon Jovi.

Nos anos 90, a Volkswagen patrocinou turnês européias de três grandes bandas e, para promover essa ação, lançou três edições comemorativas: O Golf Pink Floyd Edition (1994), o Golf Rolling Stones Edition (1995), e o Golf Bon Jovi Edition (1996).

## Tabela de Motorização
| Nome    | Cilindrada | Engine | Combustível | Potência         | Torque               | Código      | 0–100 km/h | Anos      |
| ------- | ---------- | ------ | ----------- | ---------------- | -------------------- | ----------- | ---------- | --------- |
| 1.4     | 1390 cc    | 4cil   | Gasolina    | 60 hp @5200 rpm  | 107Nm @2800-3200 rpm | ABD         | 16.3       | 1991-1995 |
| 1.4     | 1391 cc    | 4cil   | Gasolina    | 60 hp @4700 rpm  | 116Nm @2800-3200 rpm | AEX/APQ     | 15.9       | 1995-1997 |
| 1.6     | 1598 cc    | 4cil   | Gasolina    | 75 hp @5200 rpm  | 125Nm @3400 rpm      | ABU         |            | 1992-1994 |
| 1.6     | 1598 cc    | 4cil   | Gasolina    | 75 hp @5200 rpm  | 126Nm @2600 rpm      | AEA         |            | 1994-1995 |
| 1.6     | 1598 cc    | 4cil   | Gasolina    | 75 hp @4800 rpm  | 135Nm @2800-3600 rpm | AEE         | 13.4       | 1995-1997 |
| 1.6     | 1595 cc    | 4cil   | Gasolina    | 100 hp @5800 rpm | {135Nm @4400 rpm     | AEK         |            | 1994-1995 |
| 1.7     | 1595 cc    | 4cil   | Gasolina    | 100 hp @5800 rpm | 140Nm @3500 rpm      | AFT/AKS     | 11.2       | 1995-1997 |
| 1.8     | 1781 cc    | 4cil   | Gasolina    | 75 hp @5000 rpm  | 140Nm @2500 rpm      | AAM/ANN     | 14.2       | 1991-1997 |
| 1.8     | 1781 cc    | 4cil   | Gasolina    | 90 hp @5500 rpm  | 145Nm @2500 rpm      | ABS/ADZ/ANP | 12.1       | 1991-1997 |
| 2.0     | 1984 cc    | 4cil   | Gasolina    | 115 hp @5400 rpm | 166Nm @3200 rpm      | 2E/ABA/AGG  | 9.9        | 1991-1995 |
| 2.0 16v | 1984 cc    | 4cil   | Gasolina    | 150 hp @6000 rpm | 180Nm @4600 rpm      | Abf         | 8.1        | 1993-1997 |
| 2.8 VR6 | 2792 cc    | VR6    | Gasolina    | 174 hp @5800 rpm | 235Nm @4200 rpm      | AAA         | 7.6        | 1991-1997 |
| 2.9 VR6 | 2861 cc    | VR6    | Gasolina    | 190 hp @5800 rpm | 245Nm @4200 rpm      | ABV         | 7.1        | 1994-1997 |
| 1.9 D   | 1896 cc    | 4cil   | Diesel      | 64 hp @4400 rpm  | 124Nm @2000-3000 rpm | 1Y          | 17.6       | 1991-1997 |
| 1.9 SDi | 1896 cc    | 4cil   | Diesel      | 64 hp @4200 rpm  | 125Nm @2200-2800 rpm | AEY         | 17.6       | 1995-1997 |
| 1.9 GTD | 1896 cc    | 4cil   | Diesel      | 75 hp @4200 rpm  | 150Nm @2400-3400 rpm | AAZ         | 15.1       | 1991-1997 |
| 1.9 TDi | 1896 cc    | 4cil   | Diesel      | 90 hp @4000 rpm  | 202Nm @1900 rpm      | 1Z          | 12.8       | 1993-1996 |
| 1.9 TDI | 1896 cc    | 4cil   | Diesel      | 90 hp @4000 rpm  | 210Nm @1900 rpm      | AHU         | 12.5       | 1996-1997 |
| 1.9 TDi | 1896 cc    | 4cil   | Diesel      | 110 hp @4150 rpm | 235Nm @1900 rpm      | AFN         | 11.0       | 1996-1997 |